# Mindura nubecula
Mindura nubecula är en insektsart som beskrevs av Melichar 1898. Mindura nubecula ingår i släktet Mindura och familjen Nogodinidae. Inga underarter finns listade i Catalogue of Life.